# Masjid Sultan

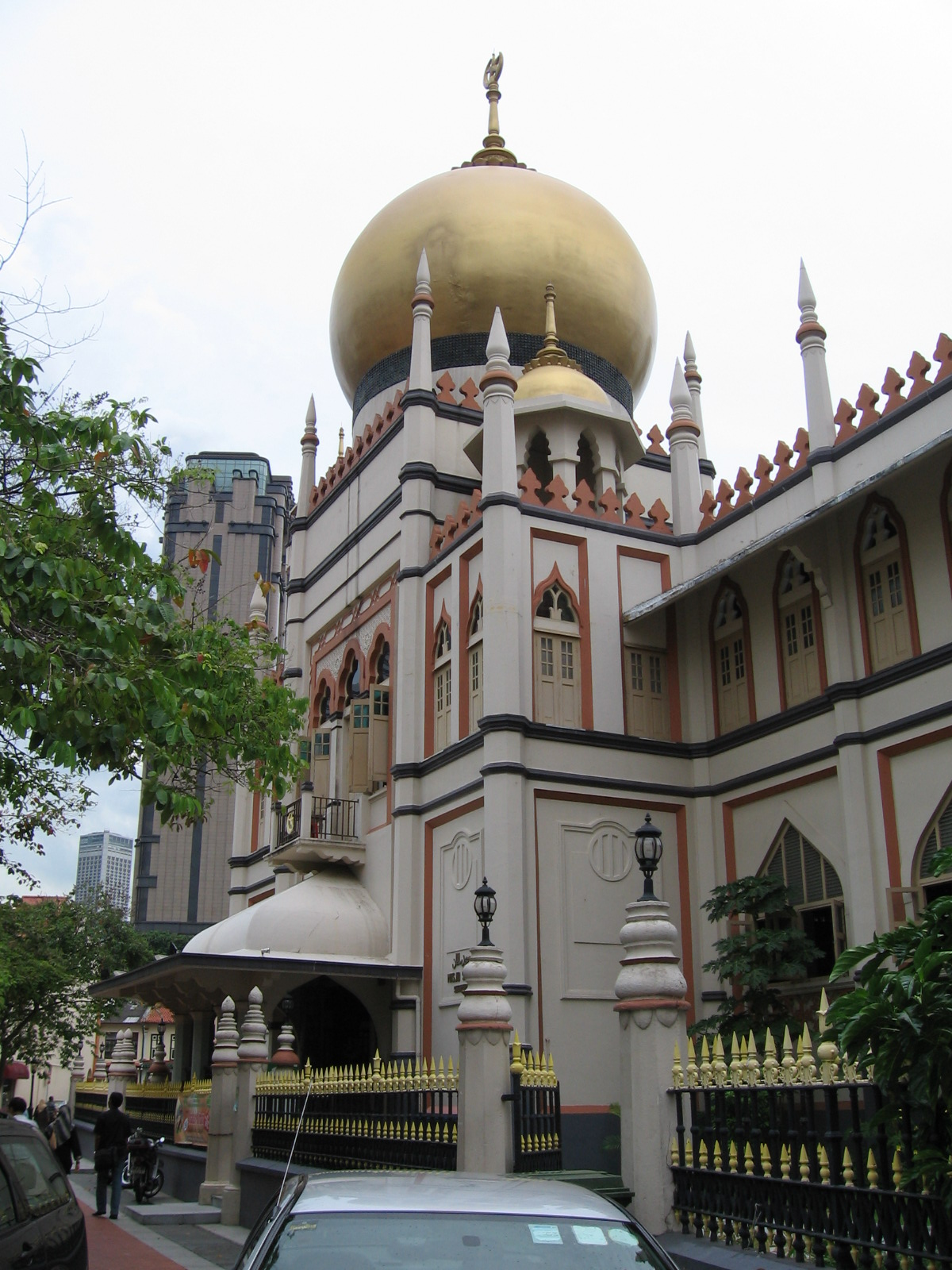
Masjid Sultan in der Muscat-Straße

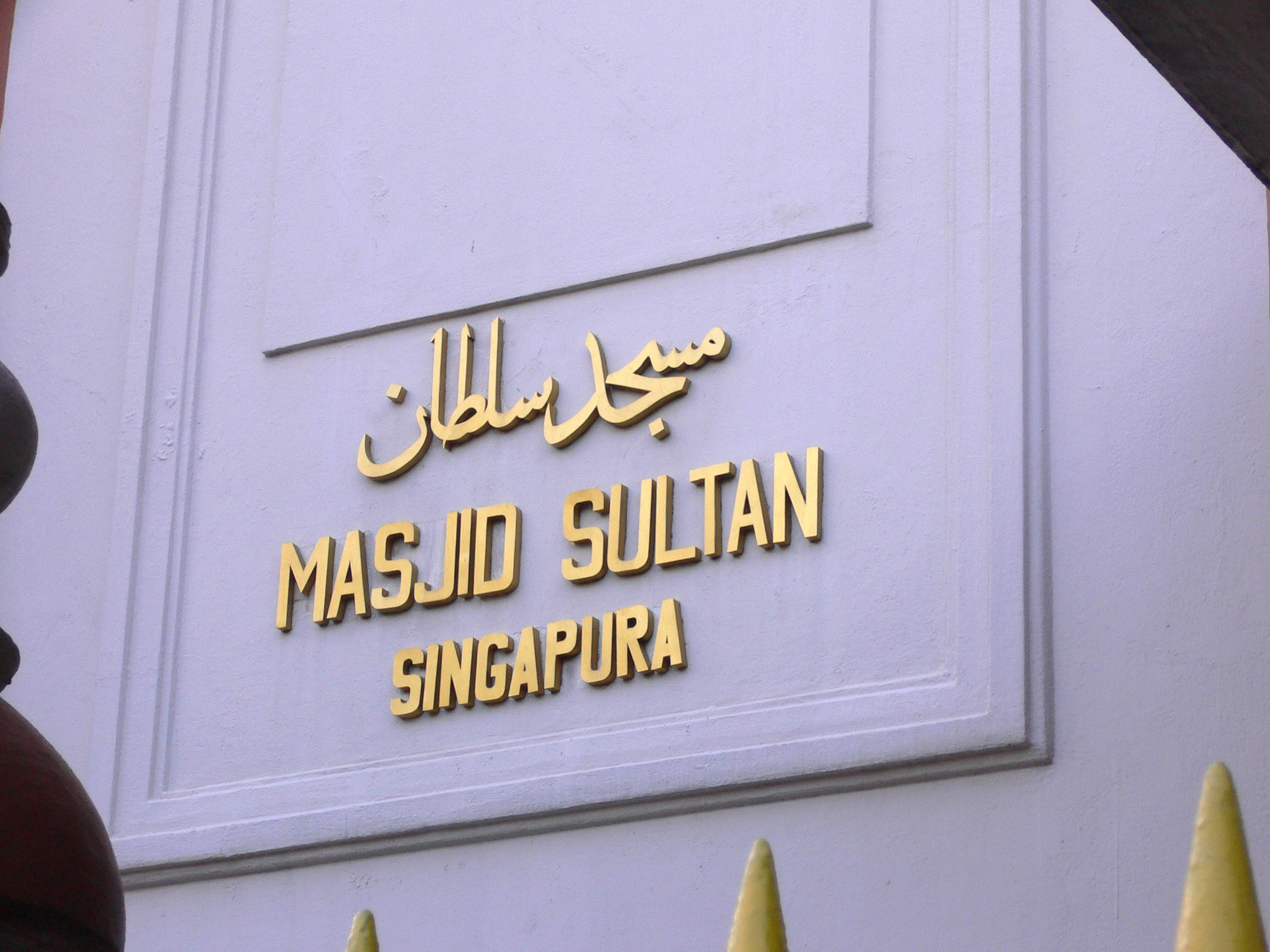
Masjid Sultan Schrifttafel

Die Masjid Sultan (Sultan-Moschee) befindet sich zwischen der Muscat Street und North Bridge Road im Kampong-Glam-Distrikt in Singapur. Die 1928 eröffnete Moschee gilt als eine der wichtigsten Moscheen Singapurs.
Die ursprüngliche Moschee geht auf den Herrscher von Johor, Sultan Hussain Shah (1824), zurück. In den frühen 1900er Jahren wurde Singapur ein Zentrum für islamischen Handel, Kultur und Kunst. Die alte Sultan-Moschee wurde zu klein für die prosperierende Gemeinschaft, so dass die Moscheestiftung einen Neubau plante. Der Architekt Denis Santry erbaute die neue Moschee im indo-sarazenischen Stil mit Minaretten und Balustraden. Die Bauarbeiten begannen im Jahr 1924 und wurden vier Jahre später vollendet.
Am 14. März 1975 wurde die Sultan-Moschee zum Nationalen Monument Singapurs erklärt. Heute wird die Moschee von der Majlis Ugama Islam Singapura (MUIS) unterhalten.